# Porta San Miniato

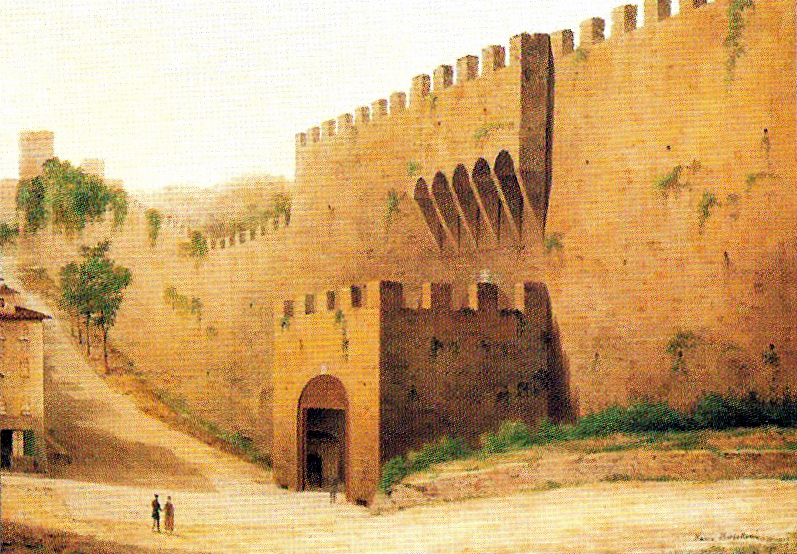
Aspetto dell'esterno della porta prima del XIX secolo

La Porta San Miniato è una porta cittadina parte della cerchia di mura di Firenze, e si trova in Oltrarno, nella zona di San Niccolò, tra Via San Miniato e via Monte alle Croci. Il nome deriva dal fatto che da qui parte la strada per arrivare alla chiesa di San Miniato al Monte.

## Storia
Fu costruita nel 1320 nell'ambito della realizzazione della sesta cerchia muraria, ed ha una struttura diversa da quella di tutte le altre porte, essendo infatti priva di torre. I soldati di sentinella infatti sorvegliavano la zona servendosi solo di un camminamento sopra della porta, la cui scala di accesso è ancora visibile sul lato interno.
Sul fianco esterno sono collocati due stemmi in pietra serena, raffiguranti i simboli del Comune.

### Il restauro
Importanti lavori di restauro furono fatti nel 1996 quando si fece ricostruire una porta in legno simile all'originale, perduta nel corso dell'Ottocento. Nel 2005 sono stati conclusi nuovi lavori di restauro della parte interna.

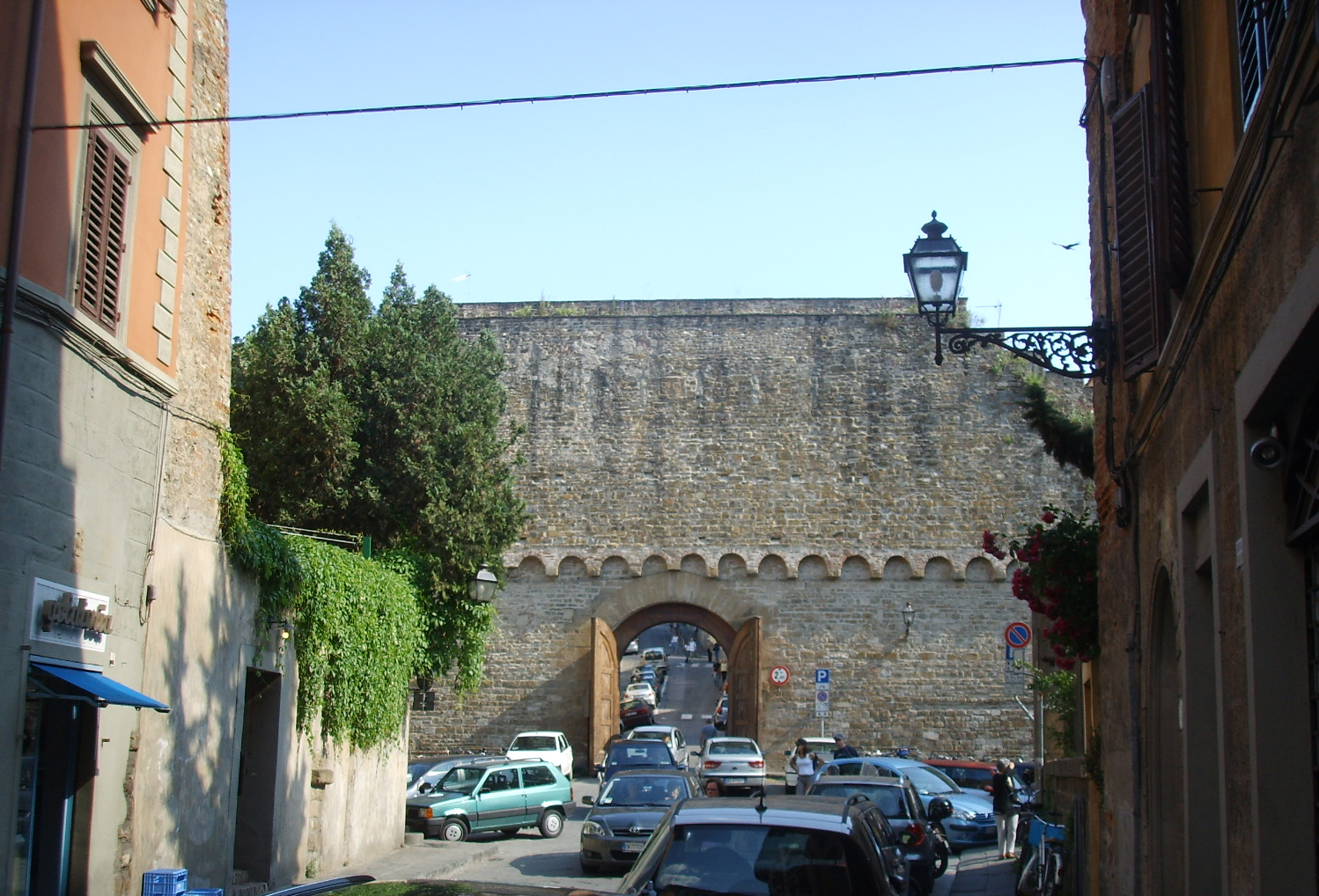
Lato interno
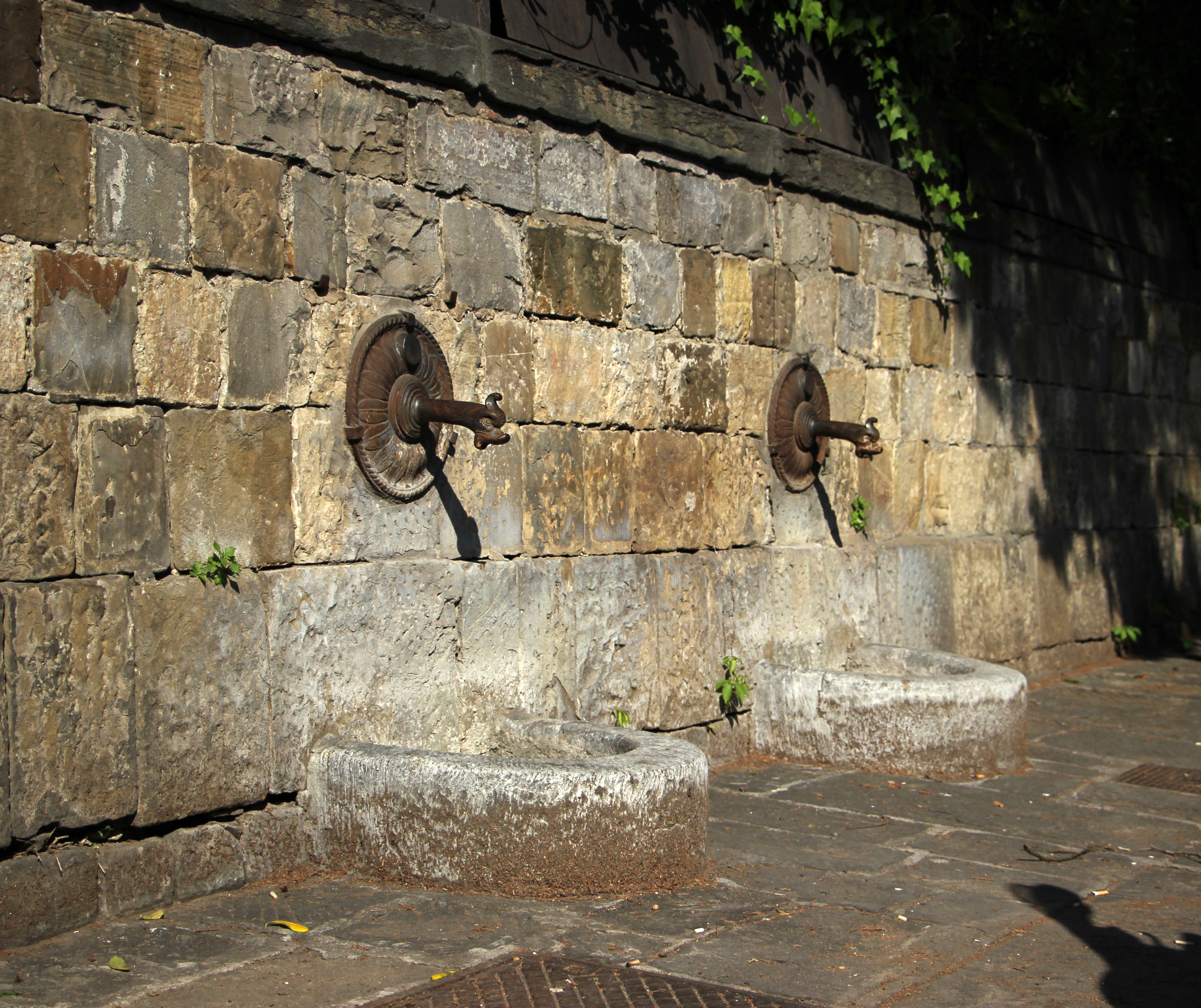
Fontanelle su via San Miniato
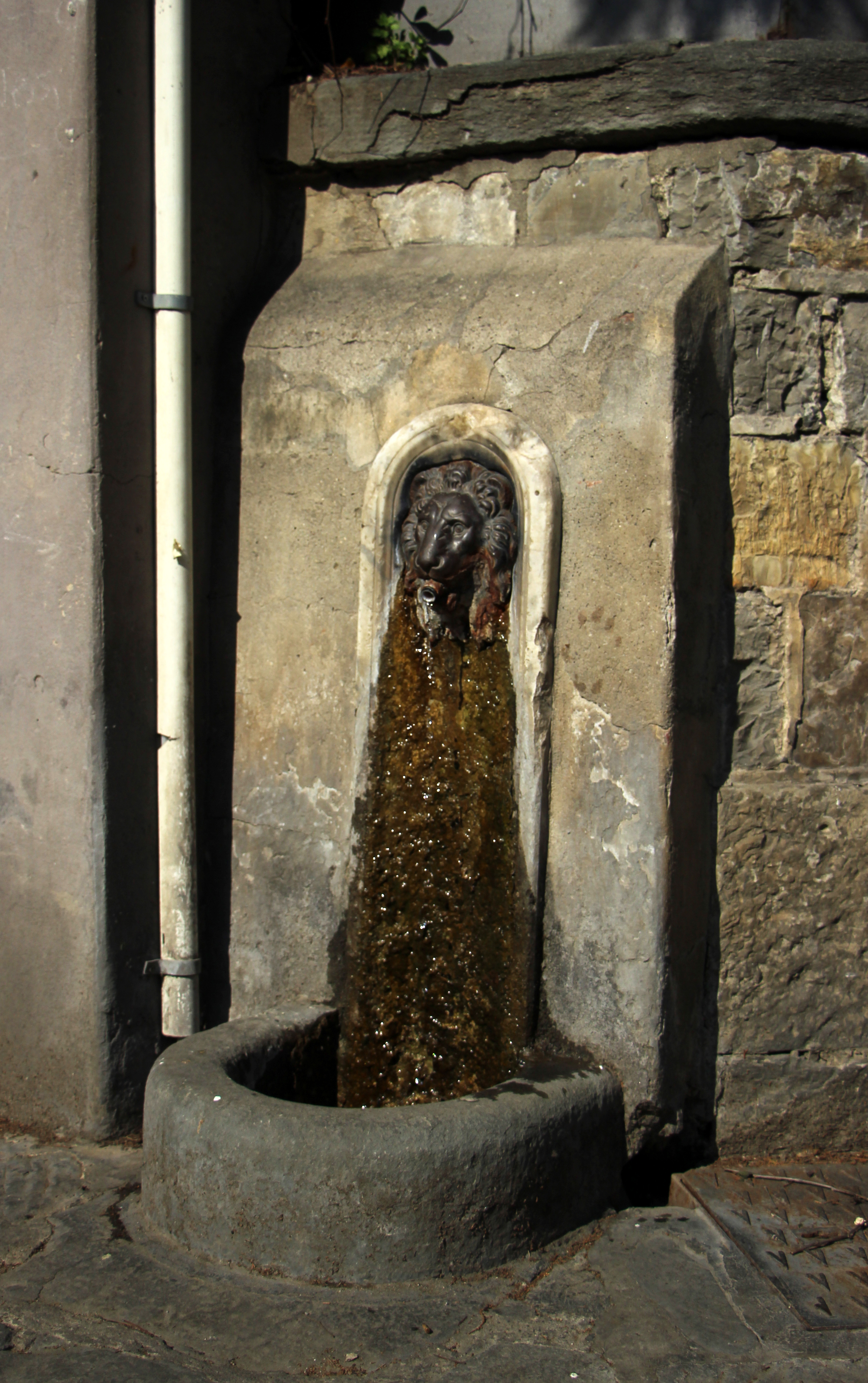
Fontanella su via San Miniato